# 겁없는 아이
"겁없는 아이"는 1986년에 개봉한 대한민국의 영화이다.

## 캐스팅
- 한국일 : 한강욱 역
- 임자호 : 대걸 역
- 이진선 : 체린 역
- 강영철 : 하시모도 역
- 박만규 : 챠오 역
- 전오미 : 란란 역
- 홍성찬 : 팽 역
- 곽무성 : 장 역
- 박상곤 : 펨프 역
- 추영 : 팽부하 A 역
- 염태성 : 팽부하 B 역
- 이황근 : 팽부하 C 역
- 황순영 : 야화 역
- 오지영 : 야화 A 역
- 김지숙 : 야화 B 역
- 최은실 : 야화 C 역
- 조성근 : 포주 역
- 김영길 : 장부하 A 역
- 정병용 : 장부하 B 역
- 김용근 : 장부하 C 역